# Concili provincial
Un concili particular o concili provincial és un concili convocat per l'arquebisbe, o un legat de la seu apostòlica i la seva missió és la de dirimir assumptes propis de la província eclesiàstica, afers d'interès comú entre l'Església i el poder civil (els quals estan a la base del naixement de les Corts), així com la urgència en l'aplicació dels cànons propis dels concilis ecumènics.
Tots ells presenten les següents característiques: temporalitat, convocatòria, assistència i representativitat, ordre d’entada, cerimonial, temàtica, relíquies i despeses.

## Temporalitat
Foren els mateixos concilis que, a partir de l’experiència, establiren la disciplina sinodal i dictaren les primeres normes. El cànon V del Concili de Nicea de 325 disposa que el concili provincial es reuneixi dos cops a l’any amb la participació de tots els bisbes de la província. Al Concili de Tarragona de 516, al cànon 1, es determina que els bisbes acudeixin al concili provincial acompanyats de preveres i d’alguns seglars. Tanmateix, la pràctica no s'ajustava pas sempre a la normativa i les reunions tenien una periodicitat ben irregular, molt més d’acord amb les necessitats i segons les possibilitats de cada moment.

## Convocatòria
A Hispània, els reis no només convocaren els concilis nacionals, sinó que, de vegades convocaven els concilis provincials o donaven el seu consentiment per a la seva celebració. Els bisbes i els papes no s'oposaren a aquesta prerrogativa regia ja que en els concilis de Toledo, l’ordre reial apareix sovintment, i més que un privilegi era un dret reial d’aquella època.
En el Concili provincial de Lleida de 1229, s'establí que el concili es convoqués el diumenge tercer després de Pasqua, dominica Jubilate, data que més endavant s'hagué de canviar per tal d’evitar la coincidència amb les fires de Tarragona que se celebraven aquells mateixos dies i resultava difícil per tanta gent com concorria al concili.

## Assistència i representativitat
Els membres permanents dels concilis foren el metropolità i els bisbes sufraganis com a caps de les respectives esglésies. Tots els interessats havien de respondre la convocatòria del concili. Tots els bisbes quan eren convocats tenien l’obligació d’assistir al concili tan general com provincial, i no estaven fàcilment dispensats d’aquesta obligació sense motiu greu. En cas d’un prelat que no hi pugui assistir, se li urgeix que hi enviï un procurador qualificat, i ha de raonar el motiu que l’excusa. Els càstigs imposats als no assistents sense motiu justificat eren realment greus, essent considerada la inassistència com una falta de comunió i solidaritat entre els bisbes. També hi assistien alguns abats i sacerdots en representació dels seus bisbes legítimament impedits.
En el Concili provincial de Lleida de 1229, al costat dels bisbes, apareixen també necnon multis Abbatius, et alii ecclesiarum Praelatis provinciae Tarraconensis.
En els concilis havia dues classes de reunions. Una per tractar assumptes religiosos, i l’altra, assumptes seculars amb assistència activa de nobles; els seglars assistiren als concilis prenent part activa quan es tractaven qüestions civils o mixtes, però en les qüestions religioses eren només oients.
Dels acompanyants del bisbe al concili sabem per una concòrdia i divisió de rendes que feu el bisbe Garcia III amb el Capítol de Jaca, que aquest es reservava el dret que els canonges li donessin dues porcions canòniques diàries i la manutenció per sis dies cada any per a dotze homes a cavall i trenta a peu que l’acompanyessin.

## Temàtica
Els temes tractats als concilis són variadíssims: litúrgia, sagraments, moral, càntics religiosos, idolatria, judaisme, temes de justícia social, obligacions polítiques, càstigs als transgressors de les lleis, etc. Feren els pares conciliars, sobretot, un esforç notable per combatre tota classe d’abusos i defectes tan de caràcter religiós com temporal. És sorprenent el nombre de vegades que es tracten temes judicials i polítics a partir del Concili XII de Toledo de 653. Aquesta facilitat en tractar temes polítics, junt a la presència de laics en les assemblees, la convocatòria i confirmació per part del rei, feia que els concilis sense perdre el seu significat d’assemblees religioses, tinguessin un important significat civil. Eren els mateixos reis qui demanaren ajut als bisbes per solucionar els problemes, demanant legislar en temes civils.

## Despeses
Una butlla papal de Gregori IX, datada a Avinyó el 25 de gener de 1371, dirigida a l'arquebisbe Clasquerí, li mana que compelle a les persones eclesiàstiques exemptes y no exemptes de sa província a contribuir als gastos se eren oferts en la congregació del Concili provincial que per ordre del papa Urbà V se era celebrat en Tarragona .... Fa constar també que la convocatòria urgia la presència personal dels convocats.